# ATC kód L02
ATC kód L02 Endokrinní terapie je hlavní terapeutická skupina anatomické skupiny L. Antineoplastika a imunomodulující léčiva .

## L02A Hormony a příbuzné látky

### L02AB Gestageny
L02AB01 Megestrol
L02AB02 Medroxyprogesteron

### L02AE Analogy gonadotropin-releasing hormonu
L02AE02 Leuprorelin
L02AE03 Goserelin
L02AE04 Triptorelin

## L02B Antagonisté hormonů a příbuzná léčiva

### L02BA Antiestrogeny
L02BA01 Tamoxifen
L02BA02 Toremifen
L02BA03 Fulvestrant

### L02BB Antiandrogeny
L02BB01 Flutamid
L02BB03 Bicalutamid

### L02BG Enzymové inhibitory
L02BG03 Anastrozol
L02BG04 Letrozol
L02BG06 Exemestan

## Poznámka
- Registrované léčivé přípravky na území České republiky.
- Informační zdroj: Státní ústav pro kontrolu léčiv, Všeobecná zdravotní pojišťovna.